# افرايم أوينز
افرايم أوينز (بالإنجليزية: Ephraim Owens)‏ هو عازف جاز أمريكي، ولد في 1972 في دالاس في الولايات المتحدة.

## وصلات خارجية
- افرايم أوينز على موقع ميوزك برينز (الإنجليزية)
- افرايم أوينز على موقع أول ميوزيك (الإنجليزية)
- افرايم أوينز على موقع أول ميوزيك (الإنجليزية)
- افرايم أوينز على موقع أول ميوزيك (الإنجليزية)
- افرايم أوينز على موقع أول ميوزيك (الإنجليزية)
- افرايم أوينز على موقع أول ميوزيك (الإنجليزية)
- افرايم أوينز على موقع ديسكوغز (الإنجليزية)